# ファクトリーサイエンティスト協会
一般社団法人ファクトリーサイエンティスト協会（ファクトリーサイエンティストきょうかい）は、ものづくり産業を牽引する人材（ファクトリーサイエンティスト）を育成し、日本の産業競争力の向上させることを目的とした一般社団法人である。

## 理事
2021年6月現在 出典: 
- 代表理事 大坪正人（由紀ホールディングス株式会社 代表取締役社長）
- 理事
  - 植原啓介（慶應義塾大学 環境情報学部 准教授）
  - 川野俊充（ベッコフオートメーション株式会社 代表取締役社長)
  - 田中浩也（慶應義塾大学SFC研究所 ソーシャル・ファブリケーション・ラボ 環境情報学部 教授）
  - 長島聡（きづきアーキテクト株式会社 代表取締役/Roland Berger Holding GmbH Senior Advisor）
  - 西垣淳子（特許庁 審査業務部長)
  - 播磨崇（一般社団法人AI・IoT普及推進協会 会長/日本IT団体連盟 監事）
- 専務理事 竹村真郷（株式会社タケム研 代表取締役社長）

## 協賛企業
2021年6月現在 出典: 
- オーエスジー株式会社（愛知県豊川市）
- 株式会社ミスミグループ本社（東京都文京区）
- 株式会社セルム（東京都渋谷区）
- 株式会社テクノア（岐阜県岐阜市）
- 株式会社シンク・アイ ホールディングス（福岡県福岡市）
- Seeed株式会社（愛知県名古屋市）
- 株式会社ストラタシス・ジャパン（東京都中央区）
- 株式会社住商アビーム自動車総合研究所（東京都千代田区）
- 三桜工業株式会社（東京都渋谷区）
- 株式会社ユー・エム・アイ（京都府久世郡）
- 株式会社熊谷（新潟県新潟市）
- hakkai株式会社（新潟県南魚沼市）
- 株式会社レクサー・リサーチ（鳥取県鳥取市）
- ベッコフオートメーション株式会社（神奈川県横浜市）
- 株式会社コアコンセプト・テクノロジー（東京都豊島区）
- 伸和コントロールズ株式会社（神奈川県川崎市）
- 松阪興産株式会社（三重県松阪市）
- 株式会社アイ・ピー・エス（東京都中央区）
- 株式会社デンソーウェーブ（愛知県知多郡）
- 東日本電信電話株式会社（東京都新宿区）

## 賛助企業[4]（2021年6月現在）
- ヨシオ工業株式会社（石川県白山市）
- 丸和電子化学株式会社（愛知県豊田市）
- 株式会社松浦電弘社（石川県野々市市）
- EPLAN Software & Services株式会社（神奈川県横浜市）
- 株式会社Fiot（静岡県浜松市）
- 株式会社ジャパン・メディカル・カンパニー（東京都中央区）
- 株式会社イワタツール（愛知県名古屋市）
- 有限会社スワニー（長野県伊那市）
- 株式会社狭山金型製作所（埼玉県入間市）
- 東邦インターナショナル株式会社（大阪府大阪市）
- Devices-Unlimited Corp.
- 株式会社木屋製作所（東京都練馬区）
- きづきアーキテクト株式会社（京都府京都市）
- 由紀ホールディングス株式会社（東京都中央区）
- 株式会社INDUSTRIAL-X（東京都港区）
- 小林製薬株式会社（大阪府大阪市）
- 株式会社フーリエ（静岡県浜松市）
- 一般社団法人中国経済連合会（広島県広島市）
- 株式会社田口型範（埼玉県川口市）
- 遠州工業株式会社（静岡県浜松市）
- 日新精機株式会社（埼玉県春日部市）
- クラシエホールディングス株式会社（東京都港区）
- 東京計器株式会社（東京都大田区）
- 株式会社 Mountain Gorilla（大阪府大阪市）

## 相互協賛団体等
2021年6月現在 出典: 
- 一般社団法人ITキャリア推進協会（東京都千代田区）
- 一般社団法人HRテクノロジーコンソーシアム（東京都渋谷区）
- 一般社団法人AI・IoT普及推進協会（東京都千代田区）